# Roca de les Sitges
La Roca de les Sitges és una muntanya de 752 metres que es troba al municipi de Montclar, a la comarca catalana del Berguedà.